# 吉岡町立吉岡中学校
吉岡町立吉岡中学校（よしおかちょうりつよしおかちゅうがっこう）は、群馬県北群馬郡吉岡町南下にある公立中学校。
吉岡町は前橋市のベッドタウンとして発展を続けており、生徒数も近年650人前後で推移しており、町立ながら県内有数のマンモス校となっている。

## 沿革
- 1968年(昭和43年)　吉岡村立吉岡中学校として開校(明治中学校と駒寄中学校を統合)
- 1975年(昭和50年)　校歌碑建立
- 1982年(昭和57年)　技術棟完成
- 1986年(昭和61年)　南校舎完成
- 1988年(昭和63年)　創立20周年式典開催
- 1990年(平成2年)　テニスコート完成
- 1991年(平成3年)　
  - 南校舎増築
  - 吉岡村の町制施行により、吉岡町立吉岡中学校となる
- 1993年(平成5年)　
  - 屋外トイレ完成
  - 西校舎大改修完了
- 1998年(平成10年)　創立30周年
- 2001年(平成13年)　校舎全面改修工事完成
- 2007年(平成19年)　創立40周年
- 2011年(平成23年)
  - 新体育館完成
  - 中校舎新築完成

## 学区
- 吉岡町全域

## 年間行事
- 4月　入学式、始業式、新任式
- 5月　修学旅行
- 6月　体育大会
- 7月~8月　夏休み
- 10月　マラソン大会
- 12月~1月　冬休み
- 3月　卒業式、離任式

## 交通
- JR上越線群馬総社駅から徒歩55分
- 前橋駅から日本中央バス上野田四つ角行きで吉岡町役場入口下車徒歩5分

## 周辺施設
- 吉岡町役場
- 渋川警察署吉岡町交番
- 北群馬信用金庫吉岡支店